# Borrby landskommun
Borrby landskommun var en tidigare kommun i dåvarande Kristianstads län.

## Administrativ historik
När 1862 års kommunalförordningar började gälla inrättades i Borrby socken i Ingelstads härad i Skåne då denna kommun. 
Vid kommunreformen 1952 bildade Borrby storkommun genom sammanläggning med den tidigare kommunen Östra Hoby.
Det fanns inom kommunen två municipalsamhällen: Skillinge municipalsamhälle (23 augusti 1889-31 december 1963 i ursprungligen i Östra Hoby landskommun) och Borrby municipalsamhälle (30 juni 1934-31 december 1957 i ursprungliga Borrby).
Borrby kvarstod som egen kommun fram till 1969 då den gick upp i Simrishamns stad som 1971 ombildades till Simrishamns kommun.
Kommunkoden 1952-1968 var 1103.

### Kyrklig tillhörighet
I kyrkligt hänseende tillhörde kommunen Borrby församling. Den 1 januari 1952 tillkom Östra Hoby församling. Dessa gick samman 2000 att bilda Borrby-Östra Hoby församling.

## Geografi
Borrby landskommun omfattade den 1 januari 1952 en areal av 51,81 km², varav 51,61 km² land.

### Tätorter i kommunen 1960
| Tätort    | Folkmängd |
| --------- | --------- |
| Borrby    | 1 139     |
| Skillinge | 780       |

Tätortsgraden i kommunen var den 1 november 1960 52,5 procent.

## Politik

### Mandatfördelning i Borrby landskommun 1938-1966
| 11 | 4 | 8 | 2 |

| 22 |

| 12 | 5 | 7 |  |

| 21 | 4 |

| 10 | 7 | 6 | 2 |

| 22 |

| 13 | 9 | 9 | 4 |

| 33 |

| 12 | 8 | 9 | 6 |

| 33 |

| 11 | 9 | 7 | 8 |

| 32 |

| 14 | 9 | 7 | 6 |

| 32 |

| 12 | 10 | 7 | 6 |

| 30 | 5 |